# Kraftwerk Eemshaven (RWE)
Das Kraftwerk Eemshaven (niederländisch Eemshavencentrale) ist ein Kohlekraftwerk in den Niederlanden. Es ist eines von mehreren Großkraftwerken im Energiepark Eemshaven in der Provinz Groningen. Betreiber sind RWE und die RWE-Tochter Essent. Das Kraftwerk hat eine installierte Leistung von 1,6 GW und einen Gesamtwirkungsgrad von 46 Prozent. Gearbeitet wird mit zwei Benson-Kesseln.
Die Planungen zu dem Kraftwerk begannen 2006, die Bauarbeiten 2009. Seine Umweltgenehmigung erhielt es 2011. Angesichts der zu erwartenden Stickoxid- und Quecksilber-Emissionen gab es grundsätzliche Kritik am Bau eines solchen neuen Kohlekraftwerks. 2014 wurden die Umweltauflagen verschärft. Im September 2015 erklärte der Raad van State das Kraftwerk für endgültig genehmigt.
Das Kraftwerk ging 2015 in Betrieb, kostete rund 2,5 Mrd. Euro und soll bis zum Jahr 2030 stillgelegt werden (siehe auch Kohleausstieg#Niederlande).
Auf dem Kraftwerksgelände befindet sich ein Batterie-Speicherkraftwerk. Der Speicher besteht aus 110 Lithium-Ionen-Batteriemodulen, hat eine installierte Leistung von 35 Megawatt und 41 Megawattstunden Speicherkapazität. Das Speichersystem stellt Regelleistung bereit und wird am Energiemarkt eingesetzt. Durch virtuelle Kopplung soll die Stromerzeugung des Offshore-Windparks OranjeWind verstetigt werden. 